# Militärflugplatz Salon-de-Provence

i7
i11
i13
Die Base aérienne 701 Salon-de-Provence (B.A. 701) ist ein Militärflugplatz der französischen Luftstreitkräfte (Armée de l’air). Die Basis, die seit 1989 nach „Général Pineau“ benannt ist, liegt in der Region Provence-Alpes-Côte d’Azur im Département Bouches-du-Rhône etwa drei Kilometer südöstlich des Zentrums von Salon-de-Provence. Sie ist die Heimatbasis diverser Ausbildungseinrichtungen und Basis der Alpha Jets E der Kunstflugstaffel Patrouille de France.

## Geschichte
Die Basis Salon-de-Provence entstand bereits im Vorfeld des Zweiten Weltkrieges und beherbergte seit 1938 die Offiziersschule der Armée de l’Air.
Nach Kriegsausbruch diente sie wenige Tage vor dem Waffenstillstand dem britischen RAF Bomber Command zu Angriffen mit Wellington-Bombern auf norditalienische Städte wie Genua im Rahmen der Operation Haddock.
Nach dem Waffenstillstand nutzte die Armée de l’Air de Vichy Salon-de-Provence als Jagdflugzeug-Basis. Hier lagen unter anderem die G.C. I/6 (1), die mit Morane-Saulnier MS.406 ausgerüstet war, und die G.C. III/9 mit Bloch MB.152.
Im Rahmen der Operation Anton übernahm die deutsche Luftwaffe am 11. November 1942 den Flugplatz und nutzte ihn fortan als Fliegerhorst. Er diente den Deutschen insbesondere als Stützpunkt von Bomber-Einheiten, deren Aufgabe die Seezielbekämpfung, vor allem US-amerikanischer Schiffs-Konvois, im Mittelmeer war. Im Verlauf des Jahres 1943 kamen Einsätze gegen die auf Sardinien und Korsika gelandeten alliierten Truppen hinzu. Während der deutschen Kontrolle wurde der Flugplatz wiederholt Ziel alliierter Luftangriffe.
Zunächst lag hier ab Ende 1942 die mit Ju 88A ausgerüstete I. Gruppe des Kampfschulgeschwaders 1 (I./KSG 1), das am 1. Februar 1943 in I. Gruppe des Kampfgeschwaders 101 (I./KG 101) umbenannt wurde und parallel im April 1943 He 111H der I. Gruppe des Kampfgeschwaders 100 (I./KG 100). Im Mai jenes Jahres folgten Stab I. und II. Gruppe des Kampfgeschwader 26 (S., I. und II./KG 26), die ebenfalls mit He 111H ausgerüstet waren und bis März 1944, Juni 1943 bzw. April 1944 in Salon lagen.
Hinzu kamen zur Luftverteidigung bis August 1943 zunächst die 2. und anschließend die 4. Staffel der mit Bf 109F/G ausgerüsteten Jagdgruppe Süd.
Die mit Ju 88A ausgerüstete III. Gruppe des Kampfgeschwaders 77 (III./KG 77) lag hier eine Woche Mitte März 1944. Im Mai/Juni 1944 kam es zu einer kurzen Periode in der die mit Bf 110 ausgerüstete 8. Staffel des Zerstörergeschwaders 1 (8./ZG 1) zur Luftverteidigung gegen die B-26 der Twelfth Air Force der United States Army Air Forces (USAAF) von Salon aus operierte. Anschließend wurde der Flugplatz im Juni/Juli 1944 nochmals für vier Wochen eine Bomberbasis, jetzt von Stab und I. Gruppe des KG 77 (S. und I./KG 77), ebenfalls mit Ju 88A.
Die Basis wurde kurz nach Beginn der Operation Dragoon, der alliierten Invasion in Südfrankreich, von US-Truppen besetzt, notdürftig repariert und ab Ende August 1944 als Airfield Y-16 durch die Twelfth Air Force der USAAF genutzt. Erster Nutzer waren bis in den Oktober 1944 die North American A-36 der 27th Fighter Squadron. Zusätzlich lag hier im September die 47th Bombardment Group mit ihren Douglas A-20 Havoc. Die Nutzung durch die USAAF war jedoch nur von kurzer Dauer und bereits am 20. November 1944 wurde die Basis an Frankreich zurückgegeben.
Nach Kriegsende nutzte die Armée de l’Air die Basis Salon-de-Provence erneut als Schulungsstützpunkt, eine Nutzung, die bis heute andauert.

## Heutige Nutzung
Die Basis beherbergt eine Reihe von Ausbildungseinrichtungen, darunter die
- École de l’air:, die Offiziersschule der französischen Luftstreitkräfte, seit 1946
- École militaire de l’Air, die Unteroffiziersschule der französischen Luftstreitkräfte, seit 1946

Zur Anfängerschulung stehen eine Reihe hauptsächlich einmotoriger Schulflugzeuge verschiedener Typen zur Verfügung.
Hinzu kommt, wie oben erwähnt, als weiterer fliegender Verband die Patrouille de France hinzu, die hier seit 1964 stationiert ist.